# 千山酒
千山酒又称千山白酒，是遼寧遼陽太子河区出产的一种白酒。源于1658年桂中园创立的“玉昇涌烧锅”；传至第九代传人桂德龙时于1948年当地易手后，同其他几家酒坊一同被当局接收合并，成立新东酒厂，后多次易名，至1981年更名为辽阳千山酒厂。千山酒乃以高粱为主料酿制，贮存三年以上才可上市销售的麸曲酱香型白酒。酒廠2003年4月转为民营股份制公司。现产品包括酱香型、浓香型和兼香型白酒。